# Matra-Simca Rancho
Pour les articles homonymes, voir Rancho.
 (avril 2023).
Si vous disposez d'ouvrages ou d'articles de référence ou si vous connaissez des sites web de qualité traitant du thème abordé ici, merci de compléter l'article en donnant les références utiles à sa vérifiabilité et en les liant à la section « Notes et références ».
La Matra-Simca Rancho est une voiture de loisirs polyvalente, conçue et produite par Matra, et commercialisée sous la marque Matra-Simca jusqu'en 1979, puis sous la marque Talbot-Matra.

## Historique
Dévoilée au Salon de Genève en mars 1977[réf. nécessaire], la Rancho est le résultat de la deuxième collaboration entre Matra et Chrysler France sous la marque Matra-Simca. Pour Matra, elle résulte d'une réflexion profonde sur l'attente d'une clientèle autre que celle des coupés sportifs.  Elle préfigure, avec presque 20 ans d'avance, la catégorie des ludospaces aujourd'hui largement présents sur le marché qui combinent position de conduite surélevée, habitabilité, confort correct et look baroudeur. La Rancho a été produite à raison de 56 457 exemplaires. Sortant de l'usine de Poissy puis de chez Heuliez sous forme de base roulante de l'utilitaire Simca 1100 pick-up VF2, les véhicules étaient acheminés par camion à l'usine Matra de Romorantin où ils étaient habillés et finis. La production s'est arrêtée en 1983 et les exemplaires restant en stock ont été vendus jusqu'en 1984. La Renault Espace I, également conçue par Matra, lui succède, indirectement, en 1984.

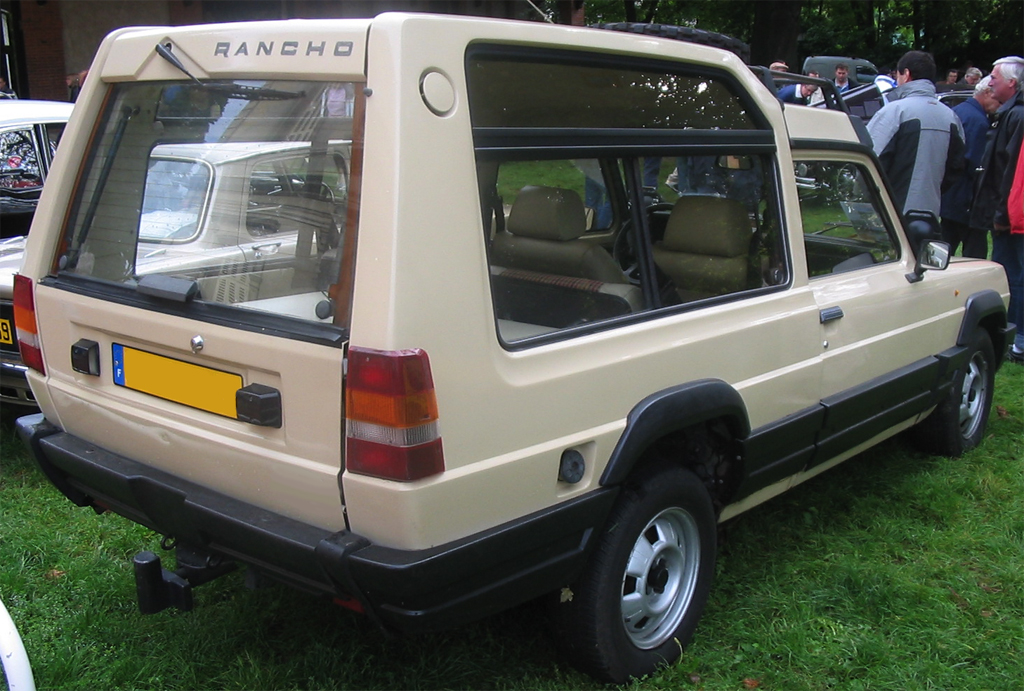
Matra Rancho Grand Raid

La Rancho, résulte d'un « assemblage » original pour créer avec très peu d'investissement un véhicule qui n'existait pas en son temps : 
- Plate forme de Simca 1100 pick-up VF2
- Éléments de Simca 1100 Ti et 1307/8.
- « Moteur Poissy » de 1 442 cm3 hérité des Simca-Chrysler 1308
- Module arrière exclusif conçu par Matra : armature en acier avec une carrosserie en matériau composite (polyester).

« C'est la recette du pain perdu appliquée à l'automobile », explique Philippe Guédon, directeur technique de Matra Automobile à l'époque.
Au millésime 1979 (juillet 1978), à la suite de l'intégration de Simca dans le giron du groupe PSA, la Rancho est commercialisée sous la marque Talbot-Matra jusqu'en 1984.

## Les différentes versions

### Finitions
La Rancho a existé en version utilitaire (AS), familiale vitrée et, beaucoup plus rare, familiale bâchée (nommée "Découvrable"), avec dans tous les cas seulement deux portes latérales, en raison de l'utilisation de la caisse de l'utilitaire Simca 1100 VF2. C'est pour la même raison qu'elle n'a jamais eu droit aux 4 roues motrices ni à une boîte de vitesses à 5 rapports.
De série, on dénombre les versions suivantes : 
- Rancho "Base" (1977 - 1984)
- Rancho "X" (1980 - 1984)
- Rancho "Grand Raid" (1980 - 1981)
- Rancho "Découvrable" 1981
- Rancho "AS" (1980 - 1984)
- Rancho "AS Découvrable" (1981)

### Les séries limitées
La Rancho a connu les séries spéciales suivantes :
- Rancho "Davos", série spéciale de l'importateur allemand (1980)
- Rancho "Loisir" = Rancho "Jeanneau Wind" (1980)
- Rancho "Midnight" (1981)

Hors série, la Rancho a connu diverses applications :
- Rancho "PMR" (aménagement spécifique par Smulders en Allemagne pour l'accès d'un fauteuil roulant) 1980
- Rancho "Brousse" (équipement spécifique avec aménagement type camping-car) 1979
- Rancho spécialement aménagées pour des services spéciaux : gendarmerie, pompiers, GDF (véhicule de surveillance du réseau), France Telecom (principalement pour les LGD - Lignes Grandes Distances), etc.
- Rancho "CAD" (conduite à droite en version Base" uniquement pour la Grande-Bretagne et l'Irlande) 1978 - 1984
- Rancho "Courrèges" (proto unique aménagé par le couturier André Courrèges jamais produit en série) 1978

L'existence de deux types de versions, l'une utilitaire, l'autre familiale, sur la même base technique et de carrosserie, l'apparente encore davantage à un ludospace.
Après la Rancho, Matra concevra et fabriquera les Renault Espace.

## Dans la culture populaire

### Cinéma
La Rancho apparaît comme véhicule principal dans les films La Boum et La Boum 2, avec Sophie Marceau, conduite par Claude Brasseur. La version utilisée est une "Base" de teinte beige ispahan.
Elle donne également le nom à une web-série dans laquelle le skieur Enak Gavaggio s'essaie aux différentes variantes du ski.
Elle est présente dans de nombreux films des années 1980.
Elle apparaît dans le film La guerre est déclarée de 2011. La version utilisée est une "X" de teinte vert california.
Durant ses sept années de production, les Rancho se verront produites dans une palette de plus de 25 teintes différentes.